# География Уттаракханда

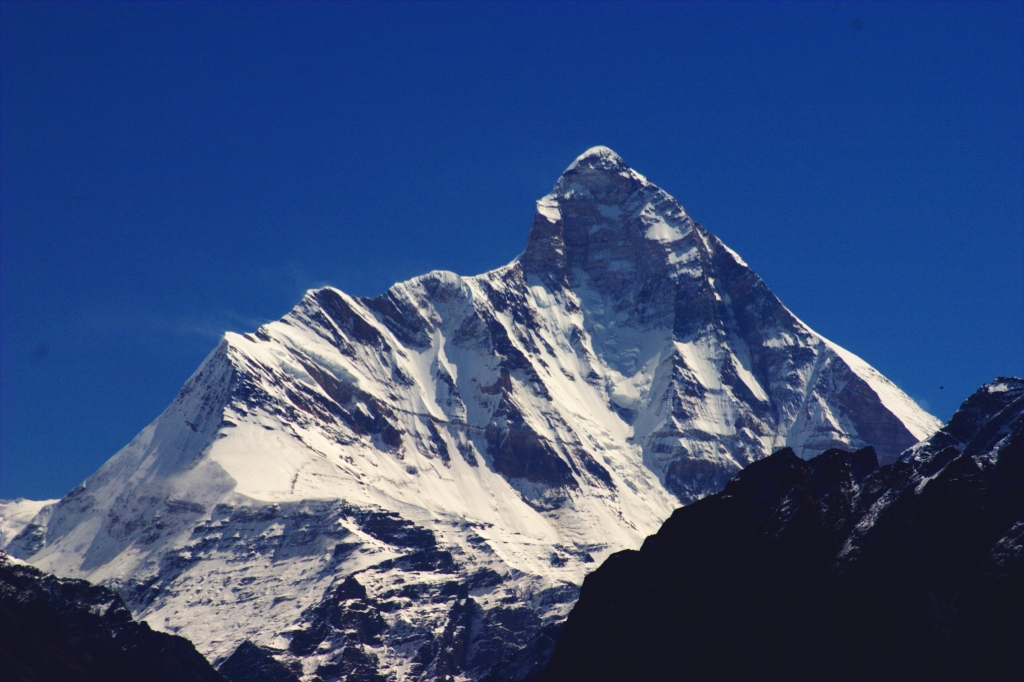
Нанда-Деви, вторая по высоте вершина Индии

Уттаракха́нд (хинди उत्तराखंड, англ. Uttarakhand) — штат в северной Индии.

## Физико-географическое положение
Уттаракханд расположен преимущественно в  Гималаях, покрывая большую часть их полосы, от Индо-Гангской равнины на юго-западе и почти до Тибетского плато на северо-востоке. Его северо-восточные границы примерно совпадают с гималайским водоразделом, который проходит по самому высокому и самом северном из трёх главных гималайских хребтов на этом участке.
Политически штат граничит на северо-востоке с КНР, на юго-востоке — с Непалом. Граница с КНР пролегает в Гималаях, высшая точка которых на территории штата — гора Нанда Деви (7816 м — вторая по высоте после Канченджанги вершина Индии за пределами Кашмира). Граничит также с штатами Химачал-Прадеш и Уттар-Прадеш. На территории штата находятся истоки Ганга и Джамны.
Общая площадь штата Уттаракханд — 53 484 км², из которых 93 % приходится на горные районы, 64 % которых покрыто лесами. Большая часть севера штата приходится на хребты Больших Гималаев — здесь высокие вершины и ледники сменяются низменностями, которые полностью покрывали густой лес, пока на протяжении последних веков часть его не была вырублена. Низменные участки на юго-западе штата, так называемые Тераи, были покрыты болотами и влажными тропическими лесами.
Реки на территории штата стекают преимущественно на юго-запад, по направлению к центральным районам Индии. Северо-восточная граница штата примерно совпадает с гималайским водоразделом. С ледников этого района начинаются две крупнейшие и экономически и культурно важные индийские реки, Ганг и Джамна. 
В регионе Уттаракханд насчитывается около 968 ледников, которые занимают площадь примерно 2885 км².

## Климат
Уттаракханд чётко разделяется на два отдельных района: больший горный и меньше равнинный. На севере и северо-востоке климат характерен для гималайских высокогорий, где муссоны оказывают значительное влияние на количество осадков. Но и в пределах гор климат резко меняется с высотой над уровнем моря.
На южных равнинах Тераи и холмах Сивалик рядовые температуры летом колеблются между 18 °C и 30 °C, зима здесь довольно умеренная. В Средних Гималаях летние температуры находятся в диапазоне между 15 °C и 18 °C, но зимой падают заметно ниже точки замерзания воды. На высотах свыше 3000 м над уровнем моря прохладно в течение всего года, а зимой эти районы становятся недоступными. На южных участках Тераи лето очень жаркое и влажное, температуры часто превышают 40 °C.

## Экорегионы

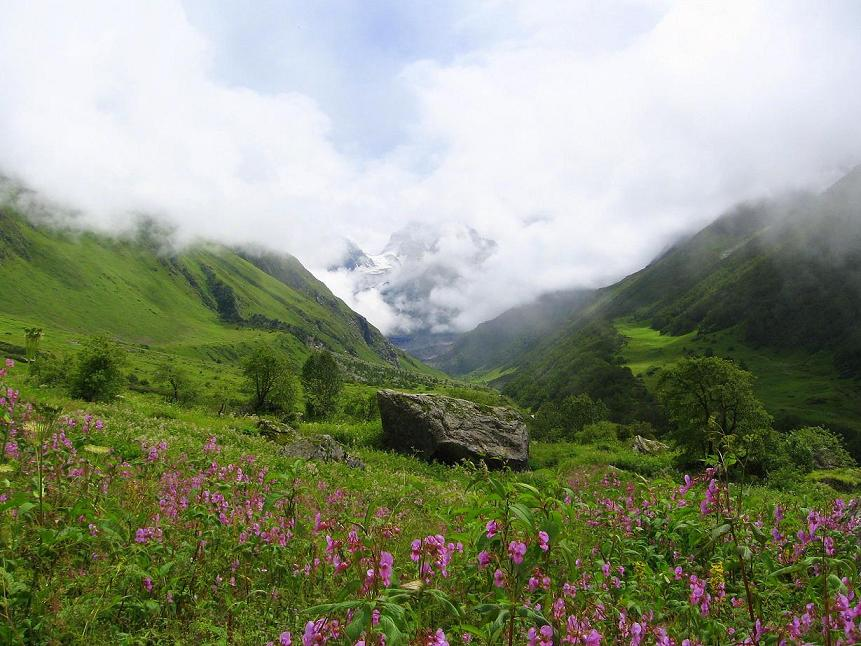
Национальный парк Долина Цветов

Поскольку Уттаракханд лежит на склонах Гималаев, климат и растительность существенно меняются в зависимости от высоты над уровнем моря, от ледников и заснеженных пустынь на самых высотах до влажных тропических лесов на маленьких. На высоте между 5000 и 3000—3500 м над уровнем моря лежат экорегионы западно-гималайских альпийских кустарников и лугов, в которых тундровая и луговая растительность постепенно меняется на заросли кустов с доминированием рододендрона. На высотах между 2600 до линии леса на высоте около 3000 м начинаются западно-гималайские субальпийские хвойные леса. Ниже, до высоты 1500 м, лежит полоса западно-гималайских широколиственных лесов. Ниже 1500 м начинаются суше саванна Тераи-дуар и влажные вечнозеленые леса равнин верховьев Ганга, этот регион известен как Бхабхар.

## Флора и фауна

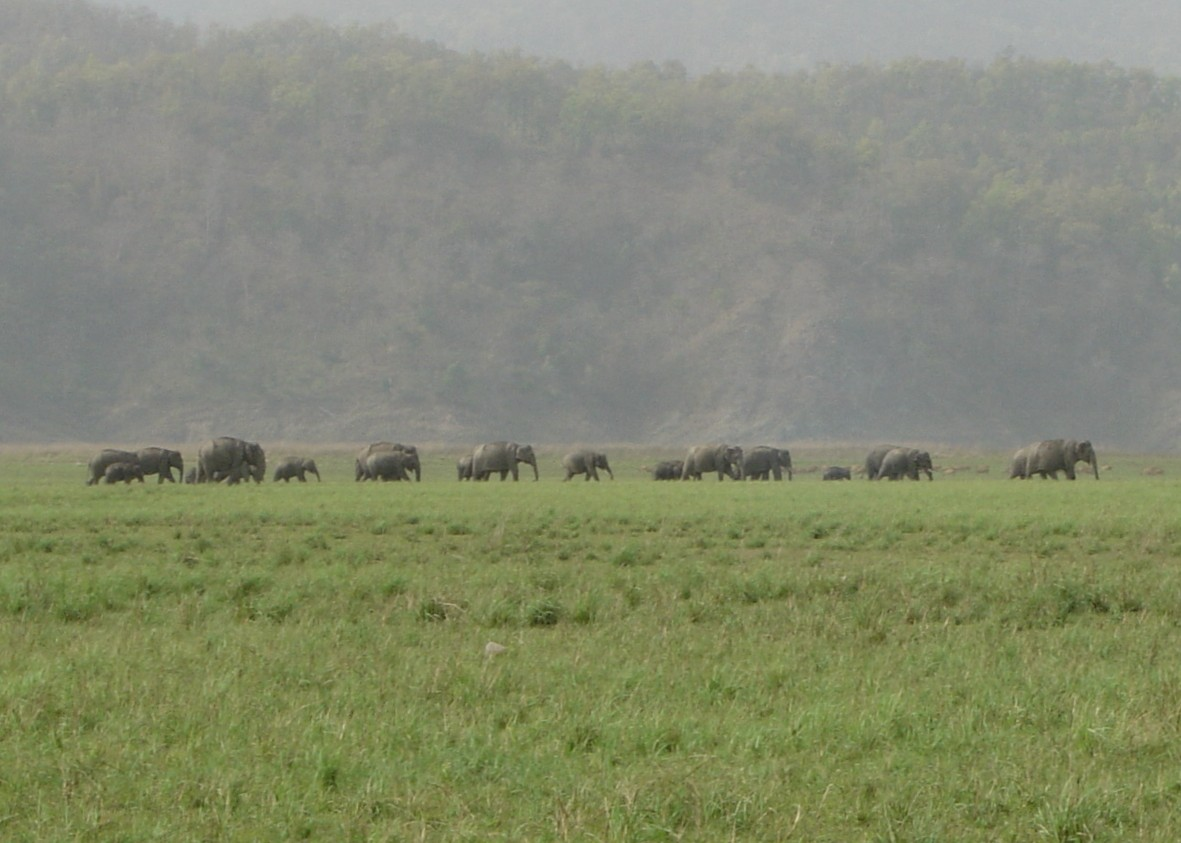
Индийские слоны в Национальном парке Джим-Корбетт

Биоразнообразие штата довольно большое, во многом из-за существования священных или труднодоступных лесных участков. Экосистема штата является родиной большого числа животных, таких как голубой баран, снежный барс, леопард, бенгальские тигры. Среди редких видов птиц распространен ягнятник.
Растительный мир также содержит большое число видов, в том числе эндемичных и редких, многие из которых используются местным населением как лекарственные средства. Достаточно большое число альпийских лугов содержится в Гархвале.
Как и остальные индийские штаты, Уттаракханд имеет несколько символов из числа представителей его флоры и фауны. Так, животным штата традиционно считается кабарга, птицей штата — гималайский монал, деревом — рододендрон, цветком — Соссюрея.

## Природоохранные территории
В штате расположены несколько национальных парков и других природоохранных территорий, в частности старейший в Индии Национальный парк Джим-Корбетт в округе Найнитал; Долина Цветов и Нанда-Деви в Чамоли — оба внесены в список Всемирного наследия ЮНЕСКО; Раджаджи в округе Харидвар; Говинд-Пашу-Вихар и Ганготри в округе Уттаркаши, Бинсар в округе Алмора, Кедарнатхе в округах Чамоли и Рудрапраяг.